# Mourir d'aimer
Mourir d'aimer is een Frans-Italiaanse film van André Cayatte die werd uitgebracht in 1971.
Dit liefdesdrama was een enorm kassucces en was de op twee na meest bekeken film van 1971 in Frankrijk. Het was meteen de succesvolste film van Cayatte. De film vertelt de liefdesgeschiedenis tussen een lerares en een van haar leerlingen en is gebaseerd op een waargebeurd verhaal.

## Verhaal
Rouen, mei 1968. Danièle Guenot is een gescheiden 32-jarige lerares, moeder van twee kinderen. Ze geeft les aan het lyceum van Rouen. Ze is een politiek geëngageerde vrouw en een enthousiaste leerkracht, die samen met haar leerlingen de opwinding beleeft die de Meirevolutie teweegbrengt. 
Met een van haar leerlingen, de 17-jarige Gérard, gaat ze een liefesrelatie aan. Gérards ouders krijgen weet van die verhouding en, alhoewel ze prat gaan op hun liberaal ideeëngoed, dienen een klacht in tegen Danièle. Ze beschuldigen haar ervan dat ze een minderjarige heeft verleid. Danièle wordt opgesloten en Gérard wordt ondergebracht in een psychiatrische inrichting …

## Rolverdeling
| Acteur                | Personage                        |
| --------------------- | -------------------------------- |
| Annie Girardot        | Danièle Guénot                   |
| Bruno Pradal          | Gérard Leguen                    |
| François Simon        | meneer Leguen                    |
| Monique Mélinand      | mevrouw Leguen                   |
| Claude Cerval         | de onderzoeksrechter             |
| Jean-Paul Moulinot    | meneer Guénot, vader van Danièle |
| Jean Bouise           | de jeugdrechter                  |
| Marie-Hélène Breillat | 'le Serpent'                     |
| Yves Barsacq          | de vriend                        |
| Edith Loria           | Renée                            |
| Jacques Marin         | de correspondent                 |
| Raymond Meunier       | de advocaat van Danièle          |
| Maurice Nasil         | de leraar                        |
| Marcelle Ranson       | de buurvrouw                     |
| André Reybaz          | het schoolhoofd                  |
| Mariannik Revillon    | Cécile                           |
| Daniel Bellus         | Jean-Luc                         |
| Nicolas Dumayet       | Marc                             |
| Bernard Jeantet       | Alain                            |
| Nathalie Nell         | Thérèse                          |